# 沈應明
沈應明（？—？），字鸣熙，號笏林，南直隶苏州府吴县民籍，昆山县人。明朝政治人物。

## 生平
萬曆四十年（1612年）壬子科應天鄉試三十六名舉人，天啓二年（1622年）壬戌科進士。吏部观政，初授大理寺右评事，崇祯元年补原职，三年（1630年）与工部郎中李若愚主考广西，六年降调，补光禄寺录事，七年升都察院经历，八年升武库司员外，九年官至兵部武选司郎中，十年调用，革职，本年降江西按察司简较，十二年升東昌府推官，十四年京察。

## 家族
曾祖父沈大楠，字景明，嘉靖癸未進士，历任延平、福州、惠州三府知府。祖父沈绍庆，字子善，嘉靖庚戌进士，官吏部儀制司员外郎，督学云南。父沈尧安，乡饮宾。